# Konvex funktion

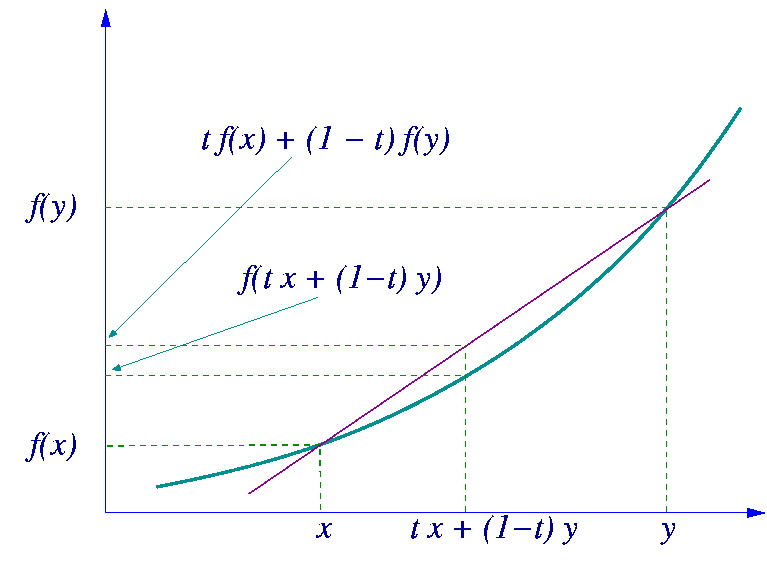
En funktion som är konvex på ett intervall.

En konvex funktion i en variabel är en matematisk funktion vars graf kännetecknas av att om en rät linje dras mellan två valfria punkter på grafen, skall alla punkter på grafen mellan de två punkterna ligga på eller under linjen. Man säger att en linjär funktion skall överskatta funktionen. Ligger alla punkter under linjen oavsett hur linjedragningen väljs, kallas funktionen strikt konvex. Motsatsen är konkav funktion. För en konkav funktion ska alla mellanliggande punkter i exemplet ovan ligga på eller över linjen.
Detta resonemang kan utökas till att gälla funktioner med godtyckligt antal variabler. 
Detta kan formuleras som att en funktion f är konvex på sin definitionsmängd om för alla x och y i definitionsmängden och t i {\displaystyle [0,1]}:
{\displaystyle f(tx+(1-t)y)\leq tf(x)+(1-t)f(y).}
Om olikheten ovan är strikt är funktionen strikt konvex. Gäller den omvända olikheten är funktionen konkav.
Man kan även säga att en funktion är "konvex i ett begränsat intervall" eller "styckvis konvex" om den är konvex på en respektive flera delmängder av sin definitionsmängd.

## Egenskaper

### Villkor för konvexitet
Om funktionen har en andraderivata kan man avgöra konvexitet utan att rita upp grafen eller räkna med olikheten ovan. Det nödvändiga och tillräckliga villkoret är då att andraderivatan är {\displaystyle \geq 0} överallt. Om andraderivatan är >0 överallt är funktionen strikt konvex. På motsvarande sätt är en konkav funktions andraderivata {\displaystyle \leq 0} eller {\displaystyle <0} (strikt).
För funktioner från ändligdimensionella vektorrum ska hessianen vara positivt semidefinit för att funktionen ska vara konvex och positivt definit för att funktionen ska vara strikt konvex.

### Summor och sammansättningar
Om {\displaystyle f_{1},f_{2},...,f_{n}} är konvexa funktioner från {\displaystyle S\subseteq \mathbb {R} ^{n}} och {\displaystyle a_{1},a_{2},...,a_{n}} är positiva skalärer så är även
{\displaystyle \sum _{k=1}^{n}a_{k}f_{k}}
en konvex funktion.
Låt {\displaystyle S\subset \mathbb {R} ^{n}} och {\displaystyle P\subset \mathbb {R} }. Om {\displaystyle f:P\to \mathbb {R} } är konvex och icke-minskande och {\displaystyle g:S\to \mathbb {R} } är konvex så är den sammansatta funktionen
{\displaystyle (f\circ g)(x)=f(g(x))}
konvex.

### Kontinuitet och minimum
En konvex funktion definierad på ett öppet intervall är kontinuerlig på intervallet och deriverbar på alla utom högst ett uppräkneligt antal punkter. Om intervallet är slutet kan funktionen vara diskontinuerlig vid ändpunkterna.
Varje lokalt minimum till en konvex funktion på en konvex mängd är även globalt minimum. En strikt konvex funktion har som mest ett globalt minimum.

## Exempel
- Varje affin avbildning från {\displaystyle \mathbb {R} ^{n}} till {\displaystyle \mathbb {R} } (funktioner på formen {\displaystyle f(x)=a^{T}x+b}) är både konkav och konvex.
- {\displaystyle f(x)=x^{2}\,} har andraderivatan {\displaystyle f''(x)=2>0\,} och är därmed strikt konvex på hela {\displaystyle \mathbb {R} }.
- {\displaystyle f(x)=e^{x}\,} har andraderivatan {\displaystyle f''(x)=e^{x}>0\,} är därmed strikt konvex på hela {\displaystyle \mathbb {R} }
- {\displaystyle f(x)=|x|\,} är konvex och kontinuerlig överallt men har ingen derivata i {\displaystyle x=0}.
- Triangelolikheten ger att varje norm är konvex: om {\displaystyle (X,\|\cdot \|)} är ett normrum, {\displaystyle 0\leq t\leq 1\,} och {\displaystyle x,y\in X} så är

{\displaystyle \|tx+(1-t)y\|{\stackrel {\mathrm {triang.} }{\leq }}\|tx\|+\|(1-t)y\|\ {\stackrel {\mathrm {0\leq t\leq 1} }{=}}\ t\|x\|+(1-t)\|y\|.}